# 16.
◄ | 1. stoljeće pr. Kr. | 1. stoljeće | 2. stoljeće | ►
◄ | 10-ih pr. Kr. | 0-ih pr. Kr. | 0-ih | 10-ih | 20-ih | 30-ih | 40-ih | ►
◄◄ | ◄ | 13. | 14. | 15. | 16. | 17. | 18. | 19. | ► | ►►
Astronomija • Književnost • Kršćanstvo

## Rođenja
- 16. rujna – Drusilla, kćer Germanicusa i Agrippine starije († 38.).
- Agrippina mlađa.

## Smrti
- Scribonia, druga žena Augusta i majka Julije Starije